# Taijin kyofusho
El Taijin kyofusho (対人恐怖症 Taijin kyōfushō) (TKS) (traduït literalment com a trastorn de la por a les relacions interpersonals), és una síndrome psiquiàtrica específica de la cultura japonesa.
El Taijin kyofusho és descrit comunament com un subtipus de trastorn d'ansietat social (fòbia social), en el qual el subjecte afectat tem i evita tot contacte social. No obstant això, en lloc d'un temor d'avergonyir-se de si mateixos o a ser jutjats durament pels altres per la seva ineptitud social, els malalts de Taijin kyofusho descriuen una por a ofendre o perjudicar altres persones. L'enfocament de l'evitació és doncs, més que a evitar danyar-se a si mateix, a impedir fer mal als altres. El Dr. Shoma Morita descriu la condició com un cercle viciós d'exàmens i retrets cap a un mateix, que pot ocórrer en persones de temperament hipocondríac-escrupolós.

## Diagnòstic
Una persona pot ser diagnosticada amb Taijin Kyofusho (TKS), si creuen o senten que les seves actituds, comportament o característiques físiques, no són les requerides o adequades a les situacions socials. Com a resultat d'aquests sentiments experimenten un por acusada i sofriment persistent en forma d'angoixa emocional, ansietat, vergonya, i altres sentiments de tensió quan s'enfronten a diverses circumstàncies socials. A més, aquestes persones es preocupen per no poder mantenir relacions saludables amb els altres. Quan es tracta de socialitzar, eviten les situacions socials i interpersonals potencialment ansiògenes, doloroses i compromeses.
En el sistema de diagnòstic oficial japonès, el "Taijin kyofusho" se subdivideix en les següents categories:
- Sekimen-kyofu: fòbia a ruboritzar (eritrofobia).
- Shubo-kyofu: fòbia a tenir un cos deformat, igual que en el trastorn dismòrfic corporal.
- Jikoshisen-kyofu: fòbia a mantenir contacte visual.
- Jikoshu-kyofu: fòbia a tenir mala olor corporal (síndrome de referència olfactiu, bromidrosifòbia, osmofòbia, olfatofòbia).[3]

Taijin kyofusho no es detalla, a diferència del trastorn d'ansietat social en el DSM IV. Això és objecte de debat, però, els símptomes indicatius de Taijin kyofusho s'han trobat de vegades en pacients als Estats Units.

## Tractament
El tractament estàndard japonès pel Taijin kyofusho és la Teràpia Morita, desenvolupat pel Dr Shoma Morita en la dècada de 1910 com a tractament per als trastorns mentals japonesos Taijin kyofusho i shinkeishitsu (nerviosisme).
El règim original consistia en l'aïllament del pacient, repòs forçat en llit, escriptura d'un diari, treball manual i conferències impartides sobre la importància de l'autoacceptació i l'esforç positiu. Des de la dècada de 1930, el tractament s'ha modificat per incloure pacients extrahospitalaris i tractaments en grup; versió modificada que es coneix com a neo-teràpia Morita.
Els medicaments també han guanyat àmplia acceptació com una opció de tractament per al TKS. Milnazipran, un inhibidor de la recaptació de serotonina i noradrenalina (IRSN), actualment s'utilitza en el tractament del TKS i ha demostrat ser eficaç també per al trastorn d'ansietat social.
La paroxetina també pot ser eficaç igual que ha demostrat la seva eficàcia per trastorns generals d'ansietat social.